# Левицький Петро Адамович
Петро Адамович Левицький (26 серпня 1906, село Лозове Ігуменського повіту Мінської губернії, тепер Осиповицького району Могильовської області, Білорусь — 24 листопада 1977) — радянський партійний діяч, 1-й заступник голови Ради міністрів Білоруської РСР та Литовської РСР. Депутат Верховної Ради СРСР 2-го скликання.

## Біографія
У 1925—1926 роках — голова Липенської сільської ради Осиповицького району Бобруйського округу Білоруської РСР.
З 1928 до 1931 року служив в дивізії особливого призначення імені Дзержинського при колегії ОДПУ.
Член ВКП(б) з 1930 року.
У 1936 році закінчив Московську сільськогосподарську академію імені Тімірязєва.
У 1936—1939 роках — директор Мар'їногорського сільськогосподарського технікуму Білоруської РСР.
У 1939—1940 роках — завідувач сільськогосподарського відділу Мінського обласного комітету КП(б)Б.
У липні 1940 — січні 1941 року — 2-й секретар Мінського обласного комітету КП(б)Б.
У січні — жовтні 1941 року — 1-й секретар Поліського обласного комітету КП(б)Б. На початку німецько-радянської війни був одним із організаторів партизанського руху на Поліссі.
У жовтні 1941 — листопаді 1942 року — 3-й секретар Алтайського крайового комітету ВКП(б).
З листопада 1942 до 1943 року — відповідальний організатор Управління кадрів ЦК ВКП(б).
У серпні 1943 — вересні 1944 року — 1-й секретар Поліського обласного комітету КП(б)Б.
Одночасно, з 1943 до 1944 року — член військової ради 61-ї армії.
8 грудня 1944 — 1947 року — 1-й заступник голови Ради народних комісарів (Ради міністрів) Білоруської РСР.
У 1947—1954 роках — начальник Барановицького обласного управління сільського господарства Білоруської РСР.
У 1954—1956 роках — 1-й заступник міністра сільського господарства Білоруської РСР.
У січні 1956 — 1959 року — 1-й заступник голови Ради міністрів Литовської РСР.
До жовтня 1959 року — 1-й заступник голови виконавчого комітету Могильовської обласної ради депутатів трудящих.
У жовтні 1959 — січні 1962 року — голова виконавчого комітету Могильовської обласної ради депутатів трудящих.
У 1964—1966 роках — начальник Головного управління меліорації і водного господарства при Раді міністрів Білоруської РСР.
Потім — персональний пенсіонер.

## Нагороди
- орден Леніна (1.01.1944)
- орден Вітчизняної війни І ст.
- два ордени Трудового Червоного Прапора (1.09.1956; 7.04.1958)
- орден «Знак Пошани»
- медалі